# Cessna 550 Citation II
El Cessna Citation II (Model 550), de la familia de reactores Cessna Citation, es un reactor corporativo ligero construido por Cessna. Alargado desde el Citation I, fue anunciado en septiembre de 1976, voló por primera vez el 31 de enero de 1977, y fue certificado en marzo de 1978. El II/SP es una versión para un solo piloto, y el mejorado S/II voló por primera vez el 14 de febrero de 1984; el Citation Bravo fue mejorado con nueva aviónica y motores turbofan Pratt & Whitney Canada PW530A y voló por primera vez el 25 de abril de 1995, mientras que los Estados Unidos lo usan como T-47. La producción finalizó en 2006, tras haber entregado 1184 aparatos.

## Diseño

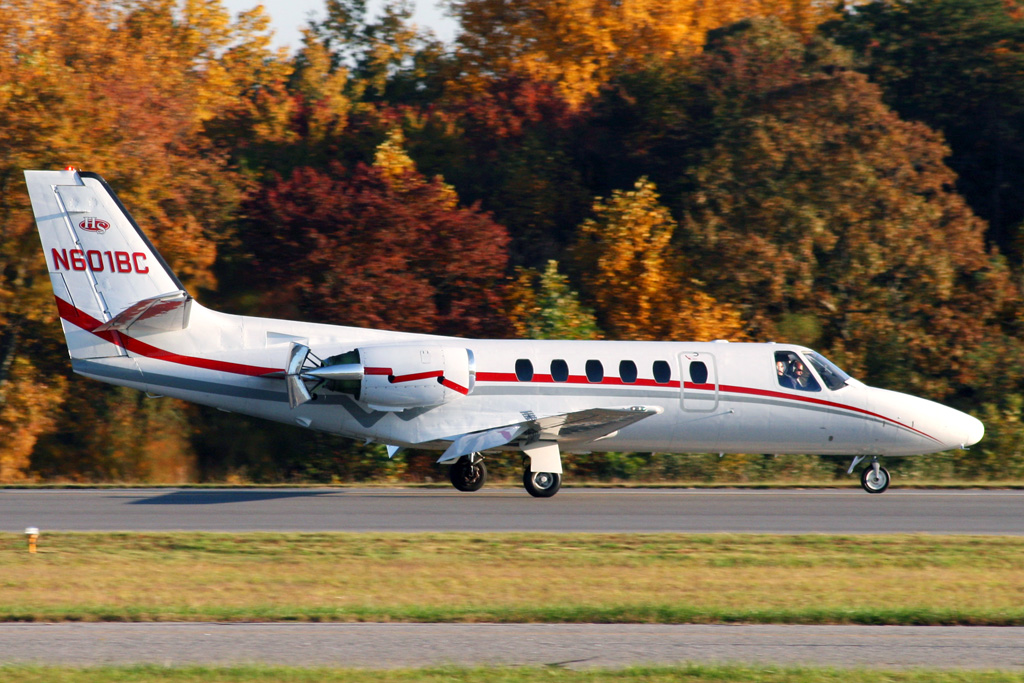
Un Citation II poco después de aterrizar.

El Citation II alargó el fuselaje del Citation I en 1,14 m, incrementando las capacidades de asientos, hasta 10, y de equipaje. La envergadura fue aumentada, y su mayor capacidad de combustible y motores más potentes Pratt & Whitney Canada JT15D-4 de 11 kN (2500 lbf) le proporcionan mayores velocidad de crucero y alcance.

## Desarrollo

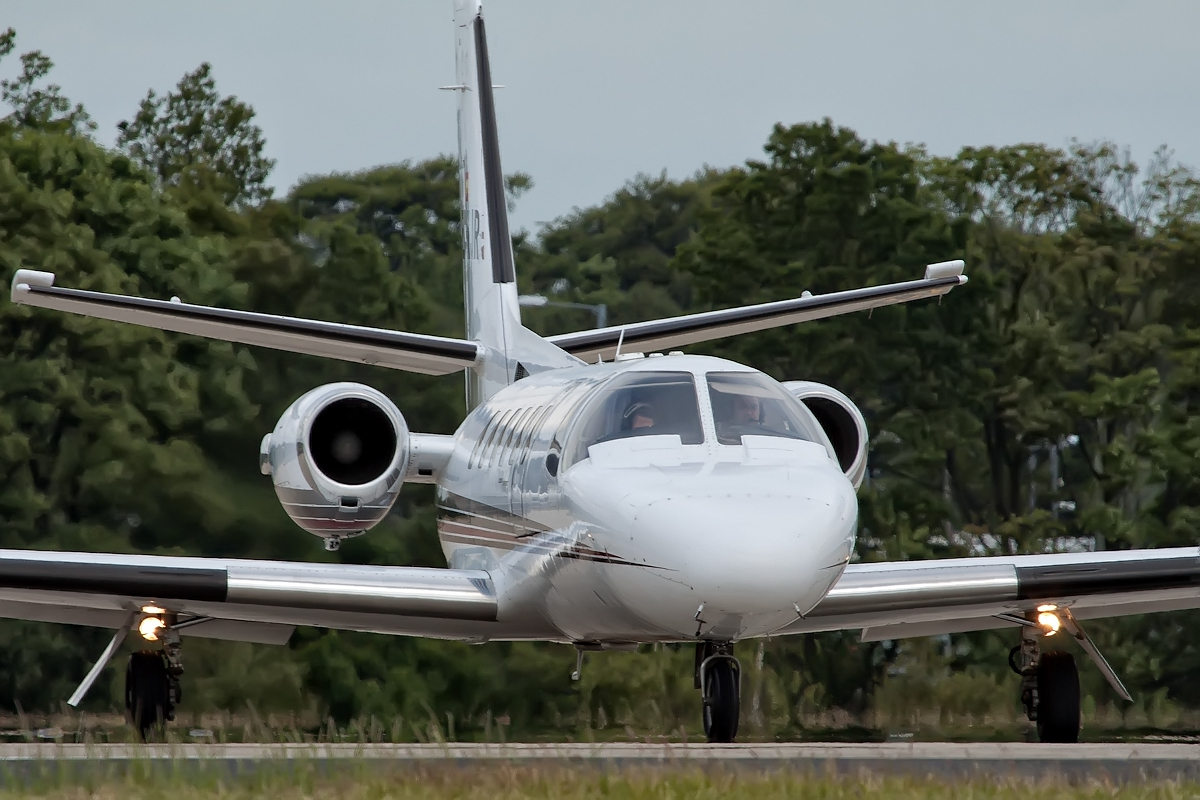
Vista frontal del Citation II/SP (Model 551).

El alargado Citation fue anunciado en septiembre de 1976 y voló por primera vez el 31 de enero de 1977, habiéndole sido concedida la certificación de la FAA en marzo de 1978; el II/SP es una versión para un solo piloto. Se entregó un total de 688 aviones.
El mejorado Citation S/II (Model S550) fue anunciado en octubre de 1983 y voló por primera vez el 14 de febrero de 1984, antes de ser certificado en julio. Llevaba un ala de perfil supercrítico desarrollada para el Citation III y motores turbofan JT15D-4B. Reemplazó al II desde 1984, pero dicho modelo volvió la producción desde finales de 1985, y ambos fueron construidos hasta la introducción del modelo Bravo. Las entregas del S/II alcanzaron los 160 aparatos.
Los mejorados JT15D-4B de 11 kN (2500 lbf) tenían componentes de mayor temperatura, permitiendo más empuje a mayor altitud. Podía acomodar a 11 personas y la capacidad de combustible se aumentó hasta las 5820 libras. Usaba fluido antihielo TKS en los bordes de ataque, además de sangrar aire de los motores.
En 2018, los modelos II/SP de los años 70 y 80 estaban valorados entre 300 000 y 700 000 dólares.

### Citation Bravo
El Citation Bravo voló por primera vez el 25 de abril de 1995, recibió la certificación en agosto de 1996 y el primero fue entregado en febrero de 1997. Presenta nuevos motores turbofan Pratt & Whitney Canada PW530A, moderna aviónica EFIS Honeywell Primus, un interior revisado del Citation Ultra y tren de aterrizaje principal con suspensión de brazo de arrastre. La producción del Bravo acabó a finales de 2006, tras haber entregado 336 aviones.
Sus más eficientes PW530A generan un 15 % más de empuje al despegue y un 23 % más en altitud. Consume 500 kg de combustible en la primera hora, cayendo a 340-380 kg en la segunda ahora a una velocidad de crucero de 667-676 km/h a un FL410-430, y luego 289 kg en la tercera hora a 650 km/h a un FL450. Las revisiones de motor cada 4000 h cuestan un millón de dólares, o 275 dólares por hora. En 2018, los primeros modelos de 1997 costaban 800 000 dólares, llegando a los 1,7 millones los aviones del año 2006. El Bravo fue reemplazado por el mejor, aunque más caro, Citation CJ3. El rival Beechjet 400A es más espacioso y más rápido, pero necesita más combustible y más pista, mientras que el compacto competidor Learjet 31A, es más rápido pero tiene menos alcance. El más rápido y caro Citation V Ultra tiene una cabina mayor, pero consume menos combustible.

### Variantes gubernamentales
La Oficina de Aduanas y Protección Fronteriza de los Estados Unidos compró 10 Citation II configurados con un radar de control de tiro (inicialmente el AN/APG-66(V) del F-16, más tarde el sistema Selex ES Vixen 500E) y el sistema óptico WF-360TL. Estos aviones han sido usados eficazmente en Panamá, Honduras, Colombia, Perú, Venezuela, México y Aruba. Los aviones similares OT-47B están basados en la célula del Cessna Citation V.
T-47A fue la designación dada por la Armada estadounidense al Citation II. Se compraron 15 aviones para entrenar a los Oficiales de Vuelo Navales, principalmente a sus Oficiales de Interceptación Radar del F-14 Tomcat de la Armada, Bombarderos/Navegantes del A-6 Intruder de la Armada y Cuerpo de Marines, Oficiales de Guerra Electrónica del EA-6B Prowler de la Armada y Cuerpo de Marines, Oficial de Sistemas de Armas del F/A-18D Hornet del Cuerpo de Marines, y Coordinadores Tácticos/Copilotos del S-3A Viking de la Armada. El T-47A fue modificado incorporándole motores JT15D-5, alas más cortas, múltiples consolas de radar y el sistema de radar AN/APQ-167.
Los T-47A fueron operados por el Training Air Squadron Eighty Six (VT-86), que estaba basado en NAS Pensacola, Florida. Todos los T-47A menos uno fueron destruidos en un fuego de hangar, y la Armada los reemplazó por T-39 modernizados.

## Variantes
Citation II (Model 550)
Un desarrollo más largo del Citation I (Model 500), comenzado a producir en 1978. Inicialmente fue reemplazado por la versión mejorada S/II en la cadena de producción, pero después se continuó fabricando junto al S/II hasta que se introdujo la versión Bravo.
T-47A (Model 552)
Versión de uso militar destinada a la Armada de los Estados Unidos, que adquirió 15 ejemplares para ser usados como entrenadores en sistemas de radar.
Citation II/SP (Model 551)
Versión para operar con un único piloto (SP: single-pilot).
Citation S/II (Model S550)
Esta versión incorporó una serie de mejoras, especialmente en las alas, y remplazó al Citation II en la cadena de producción.
Citation Bravo (Model 550)
Versión actualizada de los Citation II y S/II con nuevos motores PW530A, nuevo tren de aterrizaje y aviónica Primus 1000. El último Citation Bravo salió de la línea de producción a finales de 2006, después de 10 años en los que se fabricaron 337 ejemplares.

## Operadores

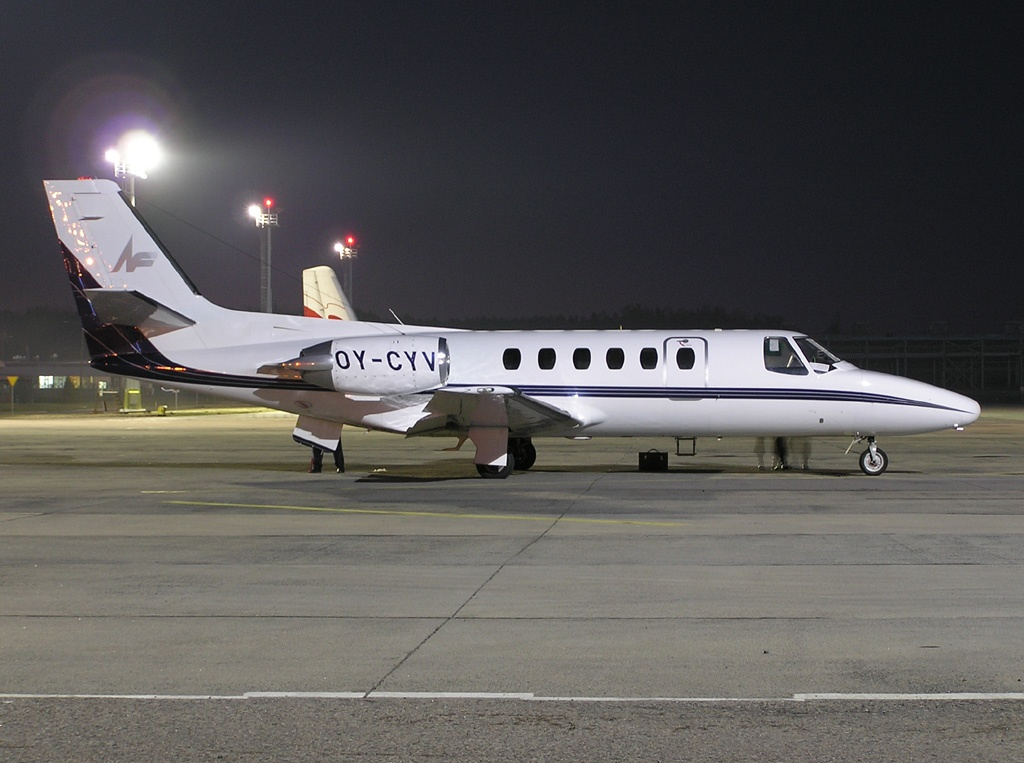
North Flying en 2004.

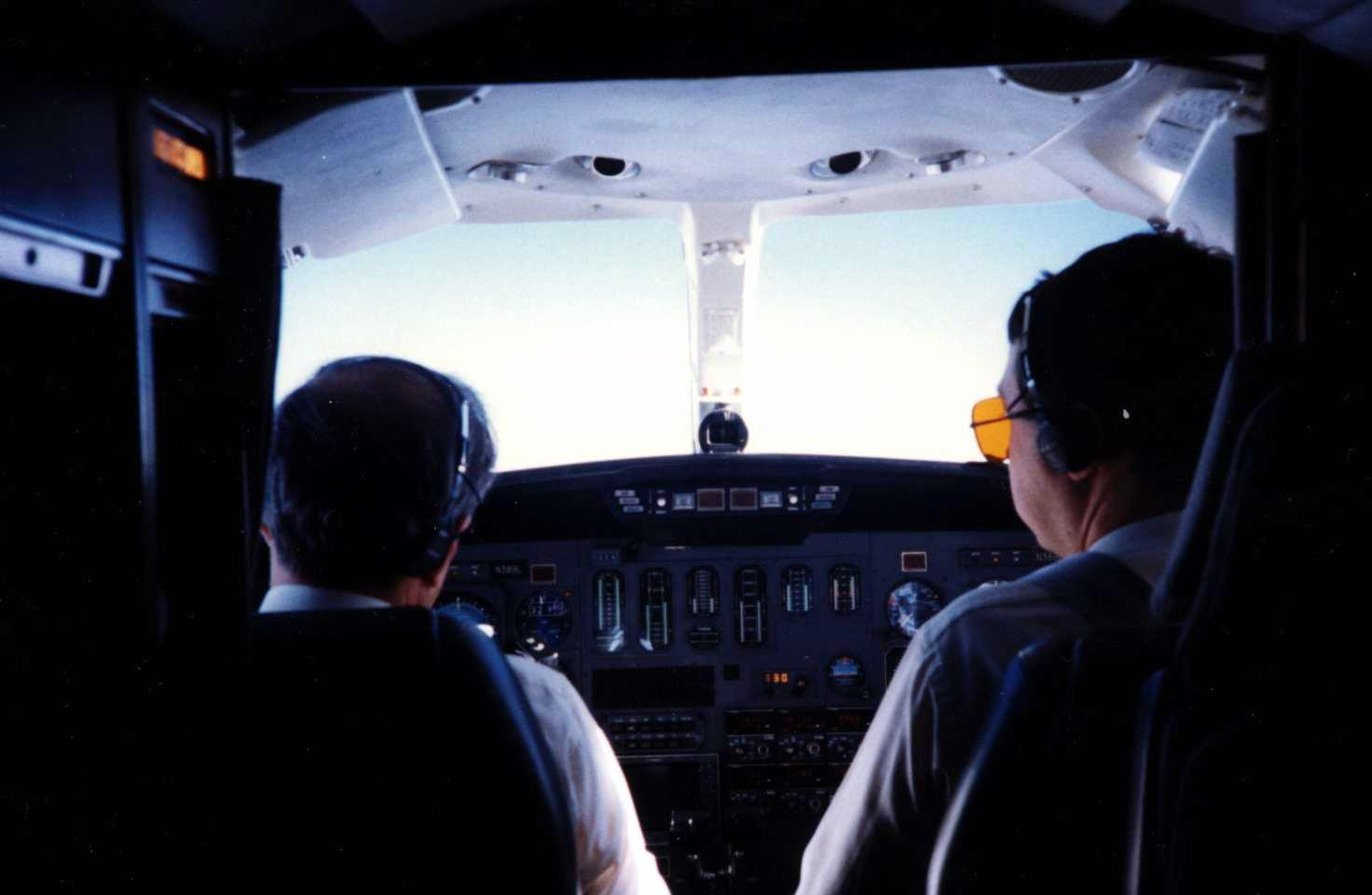
Cabina de Cessna S550 Citation II en vuelo.

### Militares
Argentina
- Ejército Argentino[14]

 Birmania
- Fuerza Aérea de Birmania

 Colombia
 Ecuador
- Ejército del Ecuador[15]

 España
- Ejército del Aire
- Armada Española[16]
- Cuerpo Nacional de Policía

 Estados Unidos
- Armada de los Estados Unidos

 Nigeria
- Fuerza Aérea Nigeriana

 Pakistán
- Ejército de Pakistán[17]

 Sudáfrica
 Suecia
- Fuerza Aérea Sueca

 Turquía
- Fuerza Aérea Turca

 Venezuela
- Aviación Militar Bolivariana[18]

### Civiles
Chile
- Aerovías DAP

## Accidentes e Incidentes
- Un Cessna S550 Citation S/II de la Autoridad de Aviación Civil de Sudáfrica (SACAA), matrícula ZS-CAR, impactó contra el terreno entre las ciudades de Mosselbaai y Oudtshoorn, la mañana del jueves 23 de enero de 2020, durante un vuelo de calibración de los sistemas de ayuda a la navegación del Aeropuerto de George, en Cabo Occidental, Sudáfrica. No hubo sobrevivientes.

- El 2 de diciembre de 2020 un Cessna 551 Citation II/SP sufrió una excursión de pista al momento de aterrizar por la pista 16 del Aeródromo Lufkin Angelina County Airport (LFK) procedente del Aeropuerto Internacional Austin-Bergstrom (AUS). La aeronave sufrió daños después de impactar contra una cerca y cruzar un pequeño camino para automóviles, no se reportaron personas heridas de gravedad.[19]

## Especificaciones (S550 Citation S/II)
Referencia datos: Jane's All the World's Aircraft 1993–94

### Características generales
- Tripulación: Dos
- Capacidad: Seis-ocho pasajeros
- Longitud: 14,54 m
- Envergadura: 15,91 m
- Altura: 4,57 m
- Superficie alar: 31,83 m²
- Perfil alar: NACA 23000[4]
- Peso vacío: 3656 kg
- Peso máximo al despegue: 6849 kg
- Planta motriz: 2× turbofan Pratt & Whitney Canada JT15D-4B.
  - Empuje normal: 11 kN (2500 lbf) de empuje cada uno.
- Capacidad de combustible: 3260 l

### Rendimiento
- Velocidad máxima operativa (Vno): Mach 0,721
- Velocidad crucero (Vc): 746 km/h a 11 000 m (35 000 pies)
- Velocidad de entrada en pérdida (Vs): 152 km/h
- Alcance: 3700 km (con máximo combustible)
- Techo de vuelo: 13 000 m (43 000 pies)
- Régimen de ascenso: 15,4 m/s (3040 pies/min)

### Desarrollos relacionados
- Cessna Citation
- Cessna 500 Citation I
- Cessna Citation V

### Aeronaves similares
- Embraer Phenom 100
- Embraer Phenom 300

### Secuencias de designación
- Secuencia Numérica (interna de Cessna): ← 500/501 - 510 - 525 - 550/551/552 - 560 - 560XL - 620 →
- Secuencia T-_ (Entrenadores estadounidenses, 1948-presente): ← T-44 - T-45 - T-46 - T-47/B - T-48 (I) - T-48 (II) - CT-49 →
- Secuencia Alfanumérica de la Fuerza Aérea Sueca, 1940-presente: ← Tp 100 - Tp 101 - Tp 102 - Tp 103

### Listas relacionadas
- Anexo:Aeronaves de la Fuerza Aérea de los Estados Unidos (históricas y actuales)